# Гальегос, Джованни
Джованни Гальегос (исп. Giovanny Gallegos, 14 августа 1991, Сьюдад-Обрегон, Сонора) — мексиканский бейсболист, питчер клуба Главной лиги бейсбола «Сент-Луис Кардиналс». В составе национальной сборной Мексики принимал участие в матчах Мировой бейсбольной классики 2017 года.

## Карьера
Джованни Гальегос родился 14 августа 1991 года в городе Сьюдад-Обрегон в штате Сонора. В январе 2011 года он, в статусе международного свободного агента, подписал контракт с клубом «Нью-Йорк Янкис». Первый этап его профессиональной карьеры затянулся из-за операций на колене и локте. В 2013 году он дебютировал в Лиге Нью-Йорка и Пенсильвании в составе стартовой ротации «Стейтен-Айленд Янкис», на этой же позиции в следующем сезоне Гальегос играл за «Чарлстон Ривердогз». В 2015 году в «Тампе Янкис» его на постоянной основе перевели в буллпен. Джованни принял участие в 30 играх команды, одержал три победы при одном поражении и реализовал пять возможностей для сейва из семи. Прогресс в его игре продолжился в 2016 году, по ходу которого он выступал за «Трентон Тандер» и «Скрэнтон/Уилкс-Барре Рейлрэйдерс». Суммарно Гальегос сыграл 78 иннингов, сделав 106 страйкаутов при 17 уоках.
В феврале 2017 года было объявлено, что Гальегос вошёл в состав сборной Мексики на игры Мировой бейсбольной классики. Сезон он начал в ААА-лиге, в начале мая его вызвали в основной состав «Янкис», где Джованни заменил Чеда Грина. Он принял участие в шестнадцати матчах и потерпел одно поражение.
В первой части сезона 2018 года Гальегос появился на поле в четырёх играх «Янкис», сделав один сейв. Большую часть игровой практики он получал в команде ААА-лиги «Скрэнтон/Уилкс-Барре Рейлрэйдерс». В конце июля Джованни и питчер Чейзен Шрив были обменяны в «Сент-Луис Кардиналс» на игрока первой базы Люка Войта. В 2020 году Гальегос вышел на поле в тринадцати играх «Кардиналс». В течение нескольких недель он выполнял роль клоузера команды, сделав четыре сейва. В начале сентября клуб внёс его в список травмированных с растяжением паховых мышц. В состав команды Джованни вернулся 21 сентября.